# Dialeurolonga paucipapillata
Dialeurolonga paucipapillata là một loài côn trùng cánh nửa trong họ Aleyrodidae, phân họ Aleyrodinae.
Dialeurolonga paucipapillata được Cohic miêu tả khoa học đầu tiên năm 1969.